# Prizma (pořad)
Prizma byl publicistický pořad České televize. Přinášel novinky ze světa vědy, techniky a výzkumu. Začal se vysílat v roce 2006 a jeho vysílání skončilo v červnu 2012. Trval 22 minut. V poslední době se vysílal na ČT24 v sobotu v 18.30 a v repríze v neděli také v 18.30.